# DEAD or ALIVE (プロレス興行)
DEAD or ALIVE（デッド・オア・アライブ）は日本のプロレス団体DRAGON GATEが主催するプロレス興行。

## 概要
DRAGON GATEが年に一度、5月5日もしくは5月6日に愛知県体育館で開催する大規模興行。2008年から毎年開催されている。
中継はGAORA制作によるPPV生放送と東海テレビによる特番で放送される。

## 各興行結果

### 2008年
- 日時:2008年5月5日[1]
- 観衆:8000人（超満員札止め）

| 第1試合 6人タッグマッチ 20分1本勝負                                               | |                                              |
| サイバー・コング 戸澤アキラ ×超神龍                                               | 4分13秒 360°シューティングスター・プレス →片エビ固め                                               | アンソニー・W・森 PAC○ しゃちほこマシーン    |
| 第2試合 “ハリウッド”ストーカー市川暴走十番勝負・第3戦 時間無制限1本勝負           | |                                              |
| ×“ハリウッド”ストーカー市川                                                       | 0分18秒 ワキ固め                                                                                   | 神取忍○                                      |
| ×“ハリウッド”ストーカー市川                                                       | ※再試合 0分33秒 腕ひしぎ逆十字固め                                                                 | 神取忍○                                      |
| 第3試合 ハードコアマッチ 30分1本勝負                                              | |                                              |
| <NEW HAZARD> ○鷹木信悟                                                            | 6分7秒 イス上へのMADE IN JAPAN →片エビ固め                                                         | 谷嵜なおき×                                  |
| 第4試合 6人タッグマッチ 45分1本勝負                                               | |                                              |
| 望月成晃 ドン・フジイ ×エル・ブレイザー                                           | 10分33秒 ガンマスペシャル →体固め                                                                  | <MUSCLE OUTLAW'Z> Gamma○ 堀口元気 NOSAWA論外 |
| 第5試合 スペシャルシングルマッチ 60分1本勝負                                      | |                                              |
| <MUSCLE OUTLAW'Z> ×土井成樹                                                       | 21分56秒 go 2 sleep →片エビ固め                                                                    | (NOAH) KENTA○                                |
| セミファイナル オープン・ザ・ツインゲート統一タッグ選手権試合 60分1本勝負         | |                                              |
| <戸澤塾> 新井健一郎 ×岩佐拓 (第2代王者組)                                         | 26分47秒 ジャンボの勝ち！ →片エビ固め                                                              | <Typhoon> 横須賀享○ 斎藤了 (挑戦者組)        |
| ※第2代王者組が3度目の防衛に失敗。リョウスカが第3代王者組に。                      | |                                              |
| メインイベント マスカラ・コントラ・カベジェラ 金網サバイバル6WAYマッチ 時間無制限 | |                                              |
| <Typhoon> CIMA                                                                    | ※エスケープ順 ①19分1秒、ハルク ②22分57秒、キッド ③24分54秒、YAMATO ④27分48秒、吉野 ⑤31分54秒、CIMA | <MUSCLE OUTLAW'Z> YAMATO                     |
| <Typhoon> ドラゴン・キッド                                                        | ※エスケープ順 ①19分1秒、ハルク ②22分57秒、キッド ③24分54秒、YAMATO ④27分48秒、吉野 ⑤31分54秒、CIMA | <MUSCLE OUTLAW'Z> 吉野正人                   |
| <NEW HAZARD> B×Bハルク                                                            | ※エスケープ順 ①19分1秒、ハルク ②22分57秒、キッド ③24分54秒、YAMATO ④27分48秒、吉野 ⑤31分54秒、CIMA | <MUSCLE OUTLAW'Z> 神田裕之                   |
| ※神田裕之の負け残り。                                                             | |                                              |

### 2009年
- 日時:2009年5月5日[2]
- 観衆:8000人（超満員札止め）

| 第1試合 6人タッグマッチ 20分1本勝負                                              | |                                               |
| マット・ジャクソン ニック・ジャクソン ×RYOMA                                     | 11分8秒 ジャーマンスープレックスホールド | アンソニー・W・森 戸澤陽○ 近野剣心            |
| 第2試合 3WAYマッチ 20分1本勝負                                                   | |                                               |
| ○しゃちほこマシーン                                                              | 5分22秒 ジャクソンがニードロップを自爆したところを丸め込む →ジャックナイフ式エビ固め                                                                             | ジャクソン・フロリダ×                         |
|                                                                                  | 5分22秒 ジャクソンがニードロップを自爆したところを丸め込む →ジャックナイフ式エビ固め                                                                             | “ハリウッド”ストーカー市川                    |
| 第3試合 タッグマッチ 30分1本勝負                                                 | |                                               |
| 谷嵜なおき ×超神龍                                                               | 11分46秒 真・最強ハイキック →体固め | 望月成晃○ ドン・フジイ                        |
| 第4試合 4WAYマッチ 60分勝ち残り戦                                                | |                                               |
| <WORLD-1> ○吉野正人                                                              | ①○吉野(9分42秒、ライトニング・スパイラル→片エビ固め)KAGE× ②○吉野(12分45秒、スピードスター)サイバー× ③○吉野(18分47秒、ソル・ナシエンテ改→レフェリーストップ)鷹木× | <WARRIORS-5> KAGETORA×                        |
| <KAMIKAZE> ×鷹木信悟                                                             | ①○吉野(9分42秒、ライトニング・スパイラル→片エビ固め)KAGE× ②○吉野(12分45秒、スピードスター)サイバー× ③○吉野(18分47秒、ソル・ナシエンテ改→レフェリーストップ)鷹木× | <REAL HAZARD> サイバー・コング×               |
| 第5試合 シングルマッチ 60分1本勝負                                               | |                                               |
| <WORLD-1> ○B×Bハルク                                                             | 16分44秒 頭部へのキック連打により戦闘不能 →レフェリーストップ | <REAL HAZARD> YAMATO×                         |
| 第6試合 オープン・ザ・ツインゲート統一タッグ選手権試合 3WAYマッチ 60分勝ち残り戦 | |                                               |
| <WARRIORS-5> Gamma ○横須賀享 (第6代王者組)                                       | ①15分22秒 ジャンボの勝ち！固め | <REAL HAZARD> 神田裕之× 新井健一郎 (挑戦者組) |
| <WARRIORS-5> Gamma ×横須賀享 (第6代王者組)                                       | ②20分33秒 ダブルクロス →片エビ固め | <REAL HAZARD> 堀口元気 斎藤了○ (挑戦者組)     |
| ※第6代王者組が2度目の防衛に失敗。マライサが第7代王者組に。                       | |                                               |
| セミファイナル オープン・ザ・ブレイブゲート選手権試合 60分1本勝負                | |                                               |
| <WARRIORS-5> ○CIMA (第13代王者)                                                  | 26分37秒 メテオラ →エビ固め | <KAMIKAZE> ドラゴン・キッド× (挑戦者)         |
| ※第13代王者が初防衛に成功。                                                      | |                                               |
| メインイベント オープン・ザ・ドリームゲート選手権試合 60分1本勝負                | |                                               |
| <WORLD-1> ○土井成樹 (第10代王者)                                                 | 15分24秒 バカタレ・スライディングキック →片エビ固め | 曙× (挑戦者)                                  |
| ※第10代王者が3度目の防衛に成功。                                                 | |                                               |

### 2010年
- 日時:2010年5月5日[3]
- 観衆:7000人（超満員）

| 第0試合 タッグマッチ 10分1本勝負                                                      | |                                                          |
| “ハリウッド”ストーカー市川 ×しゃちほこマシーン                                        | 4分40秒 垂直落下式ブレーンバスター →片エビ固め | KAGETORA○ 超神龍                                         |
| 第1試合 シングルマッチ 20分1本勝負                                                    | |                                                          |
| ○スペル・シーサー                                                                     | 6分31秒 キャメルクラッチ →エビ固め | 苫小牧卓也×                                              |
| 第2試合 タッグマッチ 20分1本勝負                                                      | |                                                          |
| <クネスカ> ○横須賀享 K-ness.                                                          | 11分7秒 ジャンボの勝ち！ →片エビ固め | (東京愚連隊) NOSAWA論外 MAZADA×                          |
| 第3試合 シングルマッチ 30分1本勝負                                                    | |                                                          |
| <KAMIKAZE> ○サイバー・コング                                                          | 9分8秒 投げっぱなしパワーボム →片エビ固め | <KAMIKAZE> 戸澤陽×                                       |
| 第4試合 オープン・ザ・ブレイブゲート選手権試合 60分1本勝負                            | |                                                          |
| (大阪プロレス) ○タイガースマスク (第18代王者)                                         | 14分3秒 満月の夜 →片エビ固め | <WARRIORS> ドラゴン・キッド× (挑戦者)                    |
| ※第18代王者が初防衛に成功。                                                           | |                                                          |
| 第5試合 オープン・ザ・トライアングルゲート選手権試合 60分1本勝負                      | |                                                          |
| <超絶倫ズ> 曙 望月成晃 ×ドン・フジイ (第25代王者組)                                   | 10分40秒 ダイビング・エルボードロップ →体固め | <ディープドランカーズ> 神田裕之○ 菅原拓也 Kzy (挑戦者組) |
| ※第25代王者組が4度目の防衛に失敗。ディープドランカーズが第26代王者組に。              | |                                                          |
| セミファイナル WORLD-1 vs WARRIORS 全面対抗 なにわ式イリミネーションマッチ 時間無制限 | |                                                          |
| <WORLD-1> 土井成樹 ○吉野正人 B×Bハルク 谷嵜なおき                                     | ①×土井(10分51秒、ジャックナイフ式エビ固め)堀口○ ②○谷嵜(12分12秒、インプラント→エビ固め)堀口× ③×谷嵜(13分8秒、メテオラ→エビ固め)CIMA○ ④○ハルク(13分59秒、E.V.O→抱え込み式エビ固め)斎了× ⑤×ハルク(15分20秒、オーバー・ザ・トップロープ)Gamma○ ⑥○吉野(18分23秒、変形エビ固め)Gamma× ⑦○吉野(27分9秒、雪崩式ライトニングスパイラル→片エビ固め)CIMA× | <WARRIORS> CIMA Gamma 堀口元気 斎藤了                    |
| ※WORLD-1の1人残り勝ち。                                                               | |                                                          |
| メインイベント オープン・ザ・ドリームゲート選手権試合 60分1本勝負                     | |                                                          |
| <KAMIKAZE> ○YAMATO (第11代王者)                                                       | 31分35秒 腕ひしぎ逆十字固め →レフェリーストップ | <KAMIKAZE> 鷹木信悟× (挑戦者)                            |
| ※第11代王者が2度目の防衛に成功。                                                      | |                                                          |

### 2011年
- 日時:2011年5月5日[4]
- 観衆:7000人（超満員）

| 第1試合 タッグマッチ 20分1本勝負 |                                                     |                                                          |
| 超神龍 ○苫小牧卓也 | 4分23秒 アウトサイダーズエッジ →エビ固め            | スペル・シーサー しゃちほこマシーン×                     |
| 第2試合 タッグマッチ 20分1本勝負 |                                                     |                                                          |
| <Blood WARRIORS> 谷嵜なおき ×メタル・ウォリアー | 10分30秒 のど輪エルボー →片エビ固め                 | ドン・フジイ○ 新井健一郎                                 |
| 第3試合 シングルマッチ 30分1本勝負 |                                                     |                                                          |
| <Blood WARRIORS> ○神田裕之 | 9分28秒 琉's →体固め                                | <望月軍(仮)> 横須賀享×                                   |
| 第4試合 オープン・ザ・ブレイブゲート選手権試合 60分1本勝負 |                                                     |                                                          |
| <望月軍(仮)> ○PAC (第20代王者) | 18分00秒 360°シューティングスタープレス →片エビ固め | <Blood WARRIORS> 土井成樹× (挑戦者)                      |
| ※第20代王者が7度目の防衛に成功。 |                                                     |                                                          |
| 第5試合 オープン・ザ・ツインゲート統一タッグ選手権試合 60分1本勝負 |                                                     |                                                          |
| <Blood WARRIORS> ○堀口元気 斎藤了 (第15代王者組) | 12分6秒 バックスライド・フロム・ヘブン              | <望月軍(仮)> 吉野正人 B×Bハルク× (挑戦者組)              |
| ※第15代王者組が2度目の防衛に成功。 |                                                     |                                                          |
| セミファイナル BloodWARRIORS vs KAMIKAZE 敗者復活サバイバル一発逆転キャプテンフォールイリミネーションマッチ 時間無制限 |                                                     |                                                          |
| <Blood WARRIORS> CIMA ×(C)ドラゴン・キッド Gamma リコシェ | 21分17秒 キャプテンフォール                         | <KAMIKAZE> 鷹木信悟(C)○ 岩佐拓 サイバー・コング KAGETORA |
| ①×CIMA(4分2秒、影縫)KAGE○ ※CIMA一時失格 ②○キッド(6分25秒、回転エビ固め)岩佐× ※岩佐一時失格、CIMA復活 ③○CIMA(7分53秒、ドスカラス・クラッチ)KAGE× ※KAGE一時失格 ④×Gamma&リコシェ(9分24秒、オーバー・ザ・トップロープ)サイバー○ ※Gamma&リコシェ一時失格、岩佐&KAGE復活 ⑤○CIMA(11分19秒、メテオラ→エビ固め)サイバー× ※サイバー一時失格、Gamma復活 ⑥×Gamma(12分20秒、パンピング・ボンバー→片エビ固め)鷹木○ ※Gamma一時失格、サイバー復活 ⑦○CIMA(13分29秒、オーバー・ザ・トップロープ)サイバー× ※サイバー一時失格、リコシェ復活 ⑧○リコシェ(16分41秒、ダブルローテーション・ムーンサルトプレス→体固め)岩佐&KAGE× ※岩佐&KAGE一時失格、Gamma復活 ⑨×キッド(21分17秒、ラスト・ファルコンリー→片エビ固め)鷹木○ ※キャプテンフォールによりKAMIKAZEの勝利 |                                                     |                                                          |
| メインイベント オープン・ザ・ドリームゲート選手権試合 60分1本勝負 |                                                     |                                                          |
| <望月軍(仮)> ○望月成晃 (第13代王者) | 25分11秒 顔面への三角蹴り →片エビ固め               | <KAMIKAZE> YAMATO× (挑戦者)                              |
| ※第13代王者が初防衛に成功。 |                                                     |                                                          |

### 2012年
- 日時:2012年5月6日[5]
- 観衆:6000人（満員）

| 第1試合 タッグマッチ 20分1本勝負 |                                                     |                                                           |
| スペル・シーサー ×琴香 | 4分11秒 スワン・スプラッシュ →片エビ固め            | リッチ・スワン○ “ハリウッド”ストーカー市川                |
| 第2試合 KING OF チョップ!! リマッチ 30分1本勝負 |                                                     |                                                           |
| <MAD BLANKEY> ○谷崎なおき | 2分51秒 ナイトライド →片エビ固め                    | 小林瑛太×                                                 |
| 第3試合 MAD BLANKEY vs 暁-akatsuki- 敗者復活サバイバル一発逆転キャプテンフォールイリミネーションマッチ 時間無制限 |                                                     |                                                           |
| <MAD BLANKEY> B×Bハルク ×(C)戸澤陽 Kzy 問題龍 | 14分43秒 キャプテンフォール                         | <暁-akatsuki-> 鷹木信悟(C)○ YAMATO 富永千浩 三代目超神龍  |
| ①×問題龍(ツーステップ式ムーンサルトプレス→片エビ固め)富永○ ※問題龍一時失格 ②○戸澤(ジャーマンスープレックスホールド)超神龍× ※超神龍一時失格、問題龍復活 ③×問題龍(パンピング・ボンバー→体固め)鷹木○ ※問題龍一時失格、超神龍復活 ④○Kzy(回転エビ固め)富永× ※富永一時失格、問題龍復活 ⑤×問題龍(ギャラリア→片エビ固め)YAMATO○ ※問題龍一時失格、富永復活 ⑥○ハルク(ファーストフラッシュ→エビ固め)超神龍× ※超神龍一時失格、問題龍復活 ⑦×問題龍(両者オーバー・ザ・トップロープ)YAMATO× ※問題龍、YAMATO両者一時失格 ⑧○Kzy(韻破句徒→体固め)富永× ※富永一時失格、問題龍復活 ⑨×戸澤(14分43秒、ラスト・ファルコンリー→片エビ固め)鷹木○ ※キャプテンフォールにより暁-akatsuki-の勝利 |                                                     |                                                           |
| 第4試合 オープン・ザ・ツインゲート統一タッグ選手権試合 60分1本勝負 |                                                     |                                                           |
| <ジミーズ> ジミー・ススム ○ジミー・カゲトラ (第19代王者組) | 15分22秒 影縫                                       | <帰ってきたベテラン軍> 望月成晃 ドン・フジイ× (挑戦者組)  |
| ※第19代王者組が2度目の防衛に成功。 |                                                     |                                                           |
| 第5試合 オープン・ザ・ブレイブゲート選手権試合 60分1本勝負 |                                                     |                                                           |
| <WORLD-1 INTERNATIONAL> ×リコシェ (第21代王者) | 21分10秒 ドラゴン・ラナ                             | <帰ってきたベテラン軍> ドラゴン・キッド○ (挑戦者)         |
| ※第21代王者が4度目の防衛に失敗。キッドが第22代王者に。 |                                                     |                                                           |
| セミファイナル オープン・ザ・トライアングルゲート選手権試合 60分1本勝負 |                                                     |                                                           |
| <ジミーズ> 堀口元気H.A.Gee.Mee!! ×斎藤“ジミー”了 ジミー・神田 (第34代王者組) | 20分16秒 360°シューティングスタープレス →片エビ固め | <WORLD-1 INTERNATIONAL> 土井成樹 吉野正人 PAC○ (挑戦者組) |
| ※第34代王者組が2度目の防衛に失敗。WORLD-1 INTERNATIONALが第35代王者組に。 |                                                     |                                                           |
| メインイベント オープン・ザ・ドリームゲート選手権試合 60分1本勝負 |                                                     |                                                           |
| <帰ってきたベテラン軍> ○CIMA (第14代王者) | 25分17秒 メテオラ →エビ固め                         | <MAD BLANKEY> サイバー・コング× (挑戦者)                  |
| ※第14代王者が3度目の防衛に成功。 |                                                     |                                                           |

### 2013年
- 日時:2013年5月5日[6]
- 観衆:6500人（超満員札止め）

| 第0試合 タッグマッチ 10分1本勝負                                              |                                                       |                                                                        |
| ×富永千浩 清水優己                                                            | 5分9秒 韻波句徒 →体固め                               | <MAD BLANKEY> Kzy○ 問題龍                                              |
| 第1試合 6人タッグマッチ 20分1本勝負                                           |                                                       |                                                                        |
| スペル・シーサー サイバー・コング ×三代目超神龍                               | 9分18秒 ダブルクロス →片エビ固め                      | <ジミーズ> 堀口元気H.A.Gee.Mee!! 斎藤”ジミー”了○ ジミー・神田          |
| 第2試合 タッグマッチ 20分1本勝負                                              |                                                       |                                                                        |
| <ウィンドウズMG> ○K-ness. 琴香                                                | 7分12秒 光の輪                                        | <ジミーズ> ジミー・カゲトラ× Mr.キューキュー“谷嵜なおき”豊中ドルフィン |
| 第3試合 シングルマッチ 30分1本勝負                                            |                                                       |                                                                        |
| <WORLD-1 INTERNATIONAL> ×リコシェ                                             | 13分47秒 ジャンボの勝ち！固め                         | <ジミーズ> ジミー・ススム○                                             |
| 第4試合 オープン・ザ・トライアングルゲート選手権試合 60分1本勝負              |                                                       |                                                                        |
| <WORLD-1 INTERNATIONAL> ○土井成樹 しゃちほこBOY リッチ・スワン (第40代王者組) | 20分45秒 V9クラッチ                                   | <帰ってきたベテラン軍> 望月成晃 ドン・フジイ HUB× (挑戦者組)           |
| ※第40代王者組が初防衛に成功。                                                 |                                                       |                                                                        |
| 第5試合 オープン・ザ・ブレイブゲート選手権試合 60分1本勝負                    |                                                       |                                                                        |
| <帰ってきたベテラン軍> ×ドラゴン・キッド (第22代王者)                         | 19分6秒 雪崩式ライトニング・スパイラル →エビ固め      | <WORLD-1 INTERNATIONAL> 吉野正人○ (挑戦者)                             |
| ※第22代王者が10度目の防衛に失敗。吉野が第23代王者に。                         |                                                       |                                                                        |
| セミファイナル オープン・ザ・ツインゲート統一タッグ選手権試合 60分1本勝負     |                                                       |                                                                        |
| <MAD BLANKEY> ×B×Bハルク ウーハー・ネイション (第24代王者組)                  | 23分32秒 ギャラリア →片エビ固め                       | <暁-akatsuki-> 鷹木信悟 YAMATO○ (挑戦者組)                             |
| ※第24代王者組が2度目の防衛に失敗。鷹YAMAが第25代王者組に。                    |                                                       |                                                                        |
| メインイベント オープン・ザ・ドリームゲート選手権試合 60分1本勝負             |                                                       |                                                                        |
| <帰ってきたベテラン軍> ○CIMA (第14代王者)                                     | 30分21秒 ジャパニーズオーシャンスープレックスホールド | <MAD BLANKEY> 戸澤陽× (挑戦者)                                         |
| ※第14代王者が14度目の防衛に成功。                                             |                                                       |                                                                        |

### 2014年
- 日時:2014年5月5日[7]
- 観衆:6800人（超満員札止め）

| 第0試合 3WAYマッチ 10分1本勝負                                                                    |                                                                                |                                                                            |
| <MAD BLANKEY> ×問題龍                                                                             | 5分56秒 亀有公園前固め                                                         | リョーツ清水○                                                              |
| <MAD BLANKEY> ×問題龍                                                                             | 5分56秒 亀有公園前固め                                                         | 富永千浩                                                                   |
| 第1試合 タッグマッチ 20分1本勝負                                                                  |                                                                                |                                                                            |
| <MAD BLANKEY> ○サイバー・コング Kzy                                                               | 3分6秒 サイバー・ボム →エビ固め                                                | <MONSTER EXPRESS> ウーハー・ネイション しゃちほこBOY×                      |
| 第2試合 タッグマッチ 20分1本勝負                                                                  |                                                                                |                                                                            |
| Gamma ×ヨースケ♡サンタマリア                                                                      | 5分3秒 影縫                                                                    | <ジミーズ> 堀口元気H.A.Gee.Mee!! ジミー・カゲトラ○                         |
| ボーナスマッチ(第3試合) シングルマッチ 時間無制限1本勝負                                          |                                                                                |                                                                            |
| <オレたちベテラン軍> ×“ハリウッド”ストーカー市川                                                  | 1分48秒 ドラゴンスリーパーにセコンドがタオル投入 →TKO                          | (ドラディション) 藤波辰爾○                                                 |
| 第4試合 オープン・ザ・ブレイブゲート選手権試合 60分1本勝負                                        |                                                                                |                                                                            |
| <Millennials> ○フラミータ (第25代王者)                                                            | 13分26秒 フラムフライ →片エビ固め                                              | <ジミーズ> ジミー・ススム× (挑戦者)                                        |
| ※第25代王者が初防衛に成功。                                                                       |                                                                                |                                                                            |
| 第5試合 オープン・ザ・ツインゲート統一タッグ選手権試合 60分1本勝負                                |                                                                                |                                                                            |
| <MONSTER EXPRESS> 鷹木信悟 ○戸澤陽 (第31代王者組)                                                 | 14分12秒 パッケージ・ジャーマンスープレックスホールド                          | <オレたちベテラン軍> 望月成晃× ドン・フジイ (挑戦者組)                     |
| ※第31代王者組が4度目の防衛に成功。                                                                |                                                                                |                                                                            |
| 第6試合 オープン・ザ・トライアングルゲート選手権試合 60分1本勝負                                  |                                                                                |                                                                            |
| <Millennials> ○T-Hawk Eita U-T (第48代王者組)                                                     | 14分54秒 ナイトライド →エビ固め                                                | <オレたちベテラン軍> ドラゴン・キッド スペル・シーサー× K-ness. (挑戦者組) |
| ※第48代王者組が初防衛に成功。                                                                     |                                                                                |                                                                            |
| セミファイナル オープン・ザ・ドリームゲート選手権試合 60分1本勝負                                 |                                                                                |                                                                            |
| <MONSTER EXPRESS> ×リコシェ (第18代王者)                                                          | 22分50秒 ギャラリア →片エビ固め                                                | <MAD BLANKEY> YAMATO○ (挑戦者)                                             |
| ※第18代王者が2度目の防衛に失敗。YAMATOが第19代王者に。                                            |                                                                                |                                                                            |
| メインイベント スケープゴート式マスカラ・コントラ・カベジェラ 金網サバイバル6WAYマッチ 時間無制限 |                                                                                |                                                                            |
| <MONSTER EXPRESS> 吉野正人 (しゃちほこBOY)                                                        | ※エスケープ順 ①CIMA ②ジミー・神田 ③谷嵜なおき ④吉野正人 ⑤B×Bハルク （47分0秒） | <オレたちベテラン軍> CIMA (ドラゴン・キッド)                               |
| <ジミーズ> ジミー・神田 (ジミー・ススム)                                                          | ※エスケープ順 ①CIMA ②ジミー・神田 ③谷嵜なおき ④吉野正人 ⑤B×Bハルク （47分0秒） | <MAD BLANKEY> 土井成樹 (Kzy)                                               |
| <ジミーズ> Mr.キューキュー“谷嵜なおき"豊中ドルフィン (堀口元気H.A.Gee.Mee!!)                      | ※エスケープ順 ①CIMA ②ジミー・神田 ③谷嵜なおき ④吉野正人 ⑤B×Bハルク （47分0秒） | <MAD BLANKEY> B×Bハルク (サイバー・コング)                                 |
| ※土井成樹(Kzy)の負け残り。                                                                        |                                                                                |                                                                            |

### 2015年
- 日時:2015年5月5日[8]
- 観衆:7000人（超満員札止め）

| 第1試合 6人タッグマッチ 20分1本勝負                                                           |                                                                           |                                                                          |
| <MAD BLANKEY> K-ness. 問題龍 ×パンチ富永                                                      | 6分15秒 ヨシタニック                                                      | ジミー・神田 Mr.キューキュー“谷嵜なおき”豊中ドルフィン スペル・シーサー○ |
| 第2試合 タッグマッチ 20分1本勝負                                                              |                                                                           |                                                                          |
| <Millennials> ヨースケ♡サンタマリア ○エル・リンダマン                                         | 0分6秒 腕ひしぎ逆十字固め                                                 | <オレたちベテラン軍> 新井健一郎 “ハリウッド”ストーカー市川×              |
| <Millennials> ○ヨースケ♡サンタマリア エル・リンダマン                                         | ※再試合 6分10秒 ポンパス                                                  | <オレたちベテラン軍> 新井健一郎 “ハリウッド”ストーカー市川×              |
| 第3試合 オープン・ザ・ドリームゲート選手権試合 60分1本勝負                                    |                                                                           |                                                                          |
| <Dia.HEARTS> ○B×Bハルク (第20代王者)                                                          | 8分0秒 ファーストフラッシュ →片エビ固め                                   | <MAD BLANKEY> サイバー・コング× (挑戦者)                                 |
| ※第20代王者が7度目の防衛に成功。                                                              |                                                                           |                                                                          |
| 第4試合 オープン・ザ・ツインゲート統一タッグ選手権試合 60分1本勝負                            |                                                                           |                                                                          |
| <MONSTER EXPRESS> ○吉野正人 しゃちほこBOY (第36代王者組)                                      | 10分47秒 ソル・ナシエンテ                                                 | <Dia.HEARTS> 望月成晃× ビッグR清水 (挑戦者組)                            |
| ※第36代王者組が2度目の防衛に成功。                                                            |                                                                           |                                                                          |
| 第5試合 オープン・ザ・トライアングルゲート選手権試合 3WAYマッチ 60分勝ち残り戦                |                                                                           |                                                                          |
| <Millennials> フラミータ ×U-T Kotoka (挑戦者組)                                               | ①18分40秒 バカタレ・スライディングキック →エビ固め                        | <MAD BLANKEY> 土井成樹○ ドン・フジイ Gamma (挑戦者組)                    |
| <ジミーズ> 堀口元気H.A.Gee.Mee!! ○ジミー・ススム ジミー・カゲトラ (第53代王者組)              | ②22分41秒 ジャンボの勝ち！固め                                            | <MAD BLANKEY> 土井成樹× ドン・フジイ Gamma (挑戦者組)                    |
| ※第53代王者組が2度目の防衛に成功。                                                            |                                                                           |                                                                          |
| セミファイナル オープン・ザ・ブレイブゲート選手権試合 60分1本勝負                             |                                                                           |                                                                          |
| <MONSTER EXPRESS> ○戸澤陽 (第27代王者)                                                        | 22分27秒 パッケージ・ジャーマンスープレックスホールド                     | <Dia.HEARTS> ドラゴン・キッド× (挑戦者)                                  |
| ※第27代王者が3度目の防衛に成功。                                                              |                                                                           |                                                                          |
| メインイベント マスカラ・コントラ・カベジェラ 金網サバイバルダブルリスク6WAYマッチ 時間無制限 |                                                                           |                                                                          |
| <Millennials> T-Hawk (吉野正人/土井成樹)                                                      | ※エスケープ順 ①Kzy ②鷹木信悟 ③斎藤“ジミー”了 ④YAMATO ⑤T-Hawk （38分39秒） | <MAD BLANKEY> CIMA (フラミータ)                                          |
| <MONSTER EXPRESS> 鷹木信悟 (B×Bハルク)                                                        | ※エスケープ順 ①Kzy ②鷹木信悟 ③斎藤“ジミー”了 ④YAMATO ⑤T-Hawk （38分39秒） | <Dia.HEARTS> Kzy (戸澤陽)                                                |
| <ジミーズ> 斎藤“ジミー”了 (ドラゴン・キッド)                                                  | ※エスケープ順 ①Kzy ②鷹木信悟 ③斎藤“ジミー”了 ④YAMATO ⑤T-Hawk （38分39秒） | <MAD BLANKEY> YAMATO (望月成晃)                                          |
| ※CIMAの負け残り。                                                                             |                                                                           |                                                                          |

### 2016年
- 日時:2016年5月5日[9]
- 観衆:6000人（超満員札止め）

| 第1試合 6人タッグマッチ 20分1本勝負                                                                              |                                                                                      |                                                     |
| <OVER GENERATION> ○エル・リンダマン 山村武寛 石田凱士                                                            | 6分1秒 ロコモーション式タイガースープレックスホールド                                | 堀口元気H.A.Gee.Mee!! ジミー・クネスJ.K.S. U-T×     |
| 第2試合 オープン・ザ・ブレイブゲート選手権試合 60分1本勝負                                                       |                                                                                      |                                                     |
| ○ヨースケ♡サンタマリア (第29代王者)                                                                              | 12分52秒 狙い撃ち♡                                                                   | <VerserK> 問題龍× (挑戦者)                          |
| ※第29代王者が2度目の防衛に成功。                                                                                 |                                                                                      |                                                     |
| 第3試合 金網戦・サイバー・コング指定選手決定試合 10分1本勝負                                                     |                                                                                      |                                                     |
| ×望月成晃 | 7分40秒 スカイデ・スクールボーイ                                                     | Kzy○                                                |
| 第4試合 金網戦・鷹木信悟指定選手決定試合 10分1本勝負                                                             |                                                                                      |                                                     |
| <OVER GENERATION> ×パンチ富永                                                                                    | 3分27秒 琉's →体固め                                                                 | <ジミーズ> ジミー・神田○                            |
| 第5試合 金網戦・YAMATO指定選手決定試合 10分1本勝負                                                               |                                                                                      |                                                     |
| ×“ハリウッド”ストーカー市川                                                                                      | 1分20秒 ジャンボの勝ち！ →エビ固め                                                   | <ジミーズ> ジミー・ススム○                          |
| 第6試合 金網戦・谷嵜なおき指定選手決定試合 10分1本勝負                                                           |                                                                                      |                                                     |
| ○ドン・フジイ | 4分20秒 外道クラッチ                                                                 | <ジミーズ> 斎藤“ジミー”了×                          |
| 第7試合 金網戦・土井成樹指定選手決定試合 10分1本勝負                                                             |                                                                                      |                                                     |
| <OVER GENERATION> △CIMA                                                                                          | 10分 時間切れ引き分け                                                                | <OVER GENERATION> Gamma△                            |
| 第8試合 金網戦・Kotoka指定選手決定試合 10分1本勝負                                                               |                                                                                      |                                                     |
| <MONSTER EXPRESS> ○吉野正人                                                                                      | 7分43秒 切り返しの応酬から最後に丸め込む →エビ固め                                   | <MONSTER EXPRESS> 戸澤陽×                           |
| セミファイナル オープン・ザ・ツインゲート統一タッグ選手権試合 60分1本勝負                                        |                                                                                      |                                                     |
| <MONSTER EXPRESS> T-Hawk ○ビッグR清水 (第38代王者組)                                                             | 16分42秒 砲丸投げスラム →エビ固め                                                    | <OVER GENERATION> ドラゴン・キッド Eita× (挑戦者組) |
| ※第38代王者組が初防衛に成功。                                                                                    |                                                                                      |                                                     |
| メインイベント マスカラ・コントラ・カベジェラ(1yearボールヘッド) 金網サバイバルダブルリスク6WAYマッチ 時間無制限 |                                                                                      |                                                     |
| 土井成樹 (CIMA&Gamma)                                                                                            | ※エスケープ順 ①谷嵜なおき ②サイバー・コング ③鷹木信悟 ④土井成樹 ⑤YAMATO （46分15秒） | 鷹木信悟 (パンチ富永)                               |
| YAMATO (“ハリウッド”ストーカー市川)                                                                              | ※エスケープ順 ①谷嵜なおき ②サイバー・コング ③鷹木信悟 ④土井成樹 ⑤YAMATO （46分15秒） | サイバー・コング (望月成晃)                         |
| 谷嵜なおき (斎藤“ジミー”了)                                                                                      | ※エスケープ順 ①谷嵜なおき ②サイバー・コング ③鷹木信悟 ④土井成樹 ⑤YAMATO （46分15秒） | Kotoka (戸澤陽)                                     |
| ※Kotokaの負け残り。※参加選手はすべてVerserK。                                                                    |                                                                                      |                                                     |

### 2017年
- 日時:2017年5月5日[10][11]
- 観衆:6000人（超満員札止め）

| 第0試合 タッグマッチ 10分1本勝負                                                                                         | |                                                                                      |
| シュン・スカイウォーカー ×ワタナベヒョウ                                                                                 | 8分1秒 琉's →体固め | ジミー・神田○ しゃちほこBOY                                                          |
| 第1試合 6人タッグマッチ 20分1本勝負                                                                                      | |                                                                                      |
| Gamma Eita ×ドラスティック・ボーイ                                                                                       | 8分1秒 フラムフライ →片エビ固め | <TRIBE VANGUARD> Kzy ヨースケ♡サンタマリア フラミータ○                               |
| 第2試合 タッグマッチ 20分1本勝負                                                                                         | |                                                                                      |
| <VerserK> "brother"YASSHI ×パンチ富永                                                                                    | 10分55秒 雪崩式チョークスラム →片エビ固め                                                                                                   | 望月成晃 ドン・フジイ○                                                               |
| 第3試合 オープン・ザ・ブレイブゲート選手権試合 60分1本勝負                                                               | |                                                                                      |
| <ジミーズ> ○ジミー・カゲトラ (第31代王者)                                                                                | 13分42秒 車懸 →エビ固め | <OVER GENERATION> 山村武寛× (挑戦者)                                                 |
| ※第31代王者が初防衛に成功。                                                                                              | |                                                                                      |
| 第4試合 8人タッグマッチ 30分1本勝負                                                                                      | |                                                                                      |
| <MaxiMuM> 吉野正人 ビッグR清水 Ben-K ×Kotoka                                                                             | 13分47秒 ダブルクロス →片エビ固め | <ジミーズ> 堀口元気H.A.Gee.Mee!! ジミー・ススム 斎藤“ジミー”了○ ジミー・クネスJ.K.S. |
| セミファイナル オープン・ザ・ツインゲート統一タッグ選手権試合 60分1本勝負                                                | |                                                                                      |
| <OVER GENERATION> CIMA ○ドラゴン・キッド (第40代王者組)                                                                  | 21分36秒 メテオラバイブル | <VerserK> T-Hawk エル・リンダマン× (挑戦者組)                                        |
| ※第40代王者組が5度目の防衛に成功。                                                                                       | |                                                                                      |
| メインイベント オープン・ザ・ドリームゲート選手権 DEAD or ALIVE マスカラ・コントラ・カベジェラ 金網5WAYマッチ 時間無制限 | |                                                                                      |
| <TRIBE VANGUARD> YAMATO (第25代王者)                                                                                     | ※暫定挑戦権獲得順 ①鷹木信悟 ②B×Bハルク ③土井成樹 ④サイバー・コング ※敗退順 ①B×Bハルク ②鷹木信悟 ③土井成樹 ※YAMATOとサイバーによる最終決着戦 | <VerserK> 鷹木信悟 (挑戦者)                                                          |
| <TRIBE VANGUARD> B×Bハルク (挑戦者)                                                                                      | ※暫定挑戦権獲得順 ①鷹木信悟 ②B×Bハルク ③土井成樹 ④サイバー・コング ※敗退順 ①B×Bハルク ②鷹木信悟 ③土井成樹 ※YAMATOとサイバーによる最終決着戦 | <VerserK> サイバー・コング (挑戦者)                                                  |
| <MaxiMuM> 土井成樹 (挑戦者)                                                                                              | ※暫定挑戦権獲得順 ①鷹木信悟 ②B×Bハルク ③土井成樹 ④サイバー・コング ※敗退順 ①B×Bハルク ②鷹木信悟 ③土井成樹 ※YAMATOとサイバーによる最終決着戦 |                                                                                      |
| 最終決着戦 オープン・ザ・ドリームゲート選手権 DEAD or ALIVE マスカラ・コントラ・カベジェラ 時間無制限                    | |                                                                                      |
| <TRIBE VANGUARD> ○YAMATO (第25代王者)                                                                                    | (トータルタイム) 44分28秒 ベルト奪取 | <VerserK> サイバー・コング× (挑戦者)                                                 |
| ※第25代王者が5度目の防衛に成功。 ※サイバー・コングが負け残り。                                                           | |                                                                                      |

### 2018年
- 日時:2018年5月6日[12][13]
- 観衆:4500人（超満員札止め）

| 第1試合 8人タッグマッチ 20分1本勝負                                                 | |                                                       |
| B×Bハルク U-T ワタナベヒョウ ×吉岡勇紀                                              | 11分13秒 スカイウォーカームーンサルト →片エビ固め                                                   | Gamma 問題龍 石田凱士 シュン・スカイウォーカー○       |
| 第2試合 タッグマッチ 20分1本勝負                                                    | |                                                       |
| ○ドン・フジイ K-ness.                                                               | 7分30秒 市川のジャーマンスープレックス自爆から →片エビ固め                                          | “ハリウッド”ストーカー市川× しゃちほこBOY             |
| 第3試合 シングルマッチ 30分1本勝負                                                  | |                                                       |
| <ANTIAS> ○吉田隆司                                                                  | 7分34秒 サイバー・ボム →エビ固め                                                                    | Kagetora×                                             |
| 第4試合 オープン・ザ・ブレイブゲート選手権試合 60分1本勝負                          | |                                                       |
| <OVER GENERATION> ○ドラゴン・キッド (第34代王者)                                    | 13分11秒 バイブル                                                                                   | <TRIBE VANGUARD> ヨースケ♡サンタマリア× (挑戦者)      |
| ※第34代王者が初防衛に成功。                                                         | |                                                       |
| 第5試合 オープン・ザ・ツインゲート統一タッグ選手権試合 60分1本勝負                  | |                                                       |
| <ANTIAS> ×T-Hawk Eita (第41代王者組)                                                | 18分31秒 砲丸投げスピアー →片エビ固め                                                               | <MaxiMuM> ビッグR清水 Ben-K○ (挑戦者組)               |
| ※第41代王者組が3度目の防衛に失敗。ビッグBenが第42代王者組に。                       | |                                                       |
| セミファイナル オープン・ザ・トライアングルゲート選手権試合 60分1本勝負             | |                                                       |
| <MaxiMuM> ×土井成樹 吉野正人 ジェイソン・リー (第62代王者組)                        | 17分1秒 スカイデ・スクールボーイ                                                                    | <NATURAL VIBES> Kzy○ 横須賀ススム 堀口元気 (挑戦者組) |
| ※第62代王者組が3度目の防衛に失敗。NATURAL VIBESが第63代王者組に。                   | |                                                       |
| メインイベント カベジェラ・コントラ・カベジェラ 金網サバイバル7WAYマッチ 時間無制限 | |                                                       |
| 望月成晃                                                                            | ※エスケープ順 ①エル・リンダマン ②パンチ富永 ③望月成晃 ④神田裕之 ⑤YAMATO ※斎了と鷹木による最終決着戦 | <ANTIAS> エル・リンダマン                             |
| <TRIBE VANGUARD> YAMATO                                                             | ※エスケープ順 ①エル・リンダマン ②パンチ富永 ③望月成晃 ④神田裕之 ⑤YAMATO ※斎了と鷹木による最終決着戦 | <ANTIAS> 鷹木信悟                                     |
| 斎藤了                                                                              | ※エスケープ順 ①エル・リンダマン ②パンチ富永 ③望月成晃 ④神田裕之 ⑤YAMATO ※斎了と鷹木による最終決着戦 | <ANTIAS> 神田裕之                                     |
| <NATURAL VIBES> パンチ富永                                                          | ※エスケープ順 ①エル・リンダマン ②パンチ富永 ③望月成晃 ④神田裕之 ⑤YAMATO ※斎了と鷹木による最終決着戦 |                                                       |
| 最終決着戦 カベジェラ・コントラ・カベジェラ 5分1本勝負                              | |                                                       |
| ×斎藤了                                                                             | 4分59秒 ラストファルコンリー →エビ固め                                                              | <ANTIAS> 鷹木信悟○                                    |
| ※斎藤了の負け残り。                                                                 | |                                                       |

### 2019年
- 日時:2019年5月6日[14]
- 観衆:4563人（超満員札止め）

| 第1試合 8人タッグマッチ 20分1本勝負 | |                                                         |
| ジェイソン・リー ○吉岡勇紀 ドラゴン・ダイヤ 奥田啓介 | 5分38秒 フロッグスプラッシュ →片エビ固め                                                                       | 堀口元気 パンチ富永 "brother"YASSHI 問題龍×             |
| 第2試合 タッグマッチ 20分1本勝負 | |                                                         |
| 斎藤了 ○K-ness. | 5分6秒 しゃちのムーンサルトプレスから →体固め                                                                  | “ハリウッド”ストーカー市川× しゃちほこマシーン          |
| 第3試合 タッグマッチ 30分1本勝負 | |                                                         |
| <R・E・D> ×Eita Ben-K | 9分22秒 ライトニングスパイラル →エビ固め                                                                       | <MaxiMuM> 吉野正人○ 石田凱士                            |
| 第4試合 6人タッグマッチ 30分1本勝負 | |                                                         |
| <ストロングマシーン軍団> ○ストロングマシーン・J ストロングマシーン・F ストロングマシーン・G                                                               | 10分22秒 魔神風車固め                                                                                          | <TRIBE VANGUARD> KAI Kagetora ヨースケ♡サンタマリア×    |
| 第5試合 オープン・ザ・ブレイブゲート選手権試合 60分1本勝負                                                                                                | |                                                         |
| <NATURAL VIBES> ○横須賀ススム (第37代王者) | 14分10秒 夢限 →体固め                                                                                          | <TRIBE VANGUARD> U-T× (挑戦者)                          |
| ※第37代王者が初防衛に成功。 | |                                                         |
| 第6試合 オープン・ザ・トライアングルゲート選手権試合 60分1本勝負                                                                                          | |                                                         |
| <R・E・D> 神田裕之 吉田隆司 ○KAZMA SAKAMOTO (第64代王者組)                                                                                                | 9分47秒 ハーフパッケージ・パイルドライバー →片エビ固め                                                         | <望月道場> 望月成晃 ワタナベヒョウ× 箕浦康太 (挑戦者組) |
| ※第64代王者組が3度目の防衛に成功。 | |                                                         |
| セミファイナル オープン・ザ・ドリームゲート選手権試合 60分1本勝負                                                                                         | |                                                         |
| <R・E・D> ○PAC (第28代王者) | 21分58秒 ブラックアロー →片エビ固め                                                                            | <MaxiMuM> ドラゴン・キッド× (挑戦者)                    |
| ※第28代王者が3度目の防衛に成功。 | |                                                         |
| メインイベント -絆- 金網サバイバル5WAYマッチ 時間無制限                                                                                                   | |                                                         |
| <MaxiMuM> 土井成樹 | ※エスケープ順 ①18分12秒、Kzy ②23分16秒、シュン ③28分21秒、YAMATO ④35分20秒、土井 ※清水の負け残り(追放権の強制) | <望月道場> シュン・スカイウォーカー                     |
| <TRIBE VANGUARD> YAMATO | ※エスケープ順 ①18分12秒、Kzy ②23分16秒、シュン ③28分21秒、YAMATO ④35分20秒、土井 ※清水の負け残り(追放権の強制) | <R・E・D> ビッグR清水                                   |
| <NATURAL VIBES> Kzy | ※エスケープ順 ①18分12秒、Kzy ②23分16秒、シュン ③28分21秒、YAMATO ④35分20秒、土井 ※清水の負け残り(追放権の強制) |                                                         |
| ※各ユニット追放権行使について NATURAL VIBES…行使せず 望月道場…シュン・スカイウォーカー(自ら) TRIBE VANGUARD…行使せず MaxiMuM…行使せず R・E・D(強制)…Ben-K | |                                                         |

### 2021年
日時:2021年5月5日
観衆:2,180人

### 2022年
日時:2022年5月5日
観衆:2.640人

### 2023年
日時:2023年5月5日
観衆:2,710人

## 備考
*2020年は、新型コロナウイルスの影響で、大会自体が中止になった。